# Protele
Protele (Protelinae) – podrodzina drapieżnych ssaków z rodziny hienowatych (Hyaenidae).

## Zasięg występowania
Podrodzina obejmuje dwa żyjące współcześnie gatunki występujące w południowej i wschodniej Afryce.

## Podział systematyczny
Do podrodziny należy jeden występujący współcześnie rodzaj: 
- Proteles I. Geoffroy Saint-Hilaire, 1824 – protel

Opisano również rodzaje wymarłe:
- Gansuyaena Galiano, Tseng, Solounias, Wang Xiaoming, Qiu Zhanxiang & S.C. White, 2022[12]
- Plioviverrops Kretzoi, 1938[13]